# マスターハンド
マスターハンド（Master Hand）は、任天堂のコンピュータゲーム『大乱闘スマッシュブラザーズシリーズ』に登場するボスキャラクターで、大乱闘スマッシュブラザーズシリーズ共通のボスキャラクター。
この項目では相方のクレイジーハンド（Crazy Hand）、および謎の存在であるマスターコア（Master Core）についても記載する。

## マスターハンド
『スマッシュブラザーズ』の世界（『大乱闘スマッシュブラザーズX』では、“この世界（This World）”という名称が付けられている）を創った創造主であり、外見は白い手袋をした人間の右手そのもの（手首や腕は無い）。シリーズの初代最終ボス。『大乱闘スマッシュブラザーズシリーズ』の一人用ゲーム内において「終点」と呼ばれるステージで最後に待ち構えており、不気味な笑い声とともに登場する。強いファイター（プレイヤー）との戦いを好んでいる。
他のキャラクターと違い、吹っ飛ぶことは無い。その代わりヒットポイント制になっておりプレイヤーはマスターハンドに一定%分のダメージを与えることでマスターハンドを倒すことができる。ヒットポイントは『64』で全レベルにおいて300で固定、『DX』以降はレベルに応じて変動。『64』のみ、撃破と同時にダメージ表記が弾ける演出がある。常時空中に浮いているため、空中攻撃が主な攻撃手段となる（背が高いキャラであれば、地上攻撃でも当たるものがある）。『大乱闘スマッシュブラザーズDX』以降は「シンプル」モードでの最終ボスとして登場、更に一定の条件を満たすとクレイジーハンドが登場し、協力攻撃を仕掛けてくる（マスターハンドとクレイジーハンドの組み合わせを両手と呼ぶこともある）。
戦闘以外に『ニンテンドウオールスター!大乱闘スマッシュブラザーズ』のオープニングデモの最初のシーンにも登場している。
『X』のアドベンチャーモード『亜空の使者』におけるマスターハンドについては、亜空軍を参照。
マスターハンドおよびクレイジーハンドの素性に関しては、後述のように作中の「フィギュア名鑑」にてマスターハンドは『創造心の化身』、クレイジーハンドは『破壊心の化身』と書かれているのみで、存在意義や目的は謎に包まれている。ただし、『X』のアドベンチャーモード『亜空の使者』における公式ウェブサイト『スマブラ拳!!』で明かされた裏設定では「大乱闘の舞台となる“この世界”と、その外部の世界である“亜空間”の双方を行き来できるとともに、両空間に存在することが出来る」「マスターハンドはどちらかというと亜空に近い存在である」ということなどが述べられており、「ゲーム外部からの何か」であることが示唆されている。
『SP』のアドベンチャーモード「灯火の星」では光の化身「キーラ」に操られた上に多数のコピー体を生み出されファイター達を全滅寸前に追い込んでしまう。だが絶望的状況から這い上がり決戦の空間に舞い戻ったファイター達によってスピリットごと解放されたことで正気に戻り、ファイター達を支援するべく「キーラ」と闇の化身「ダーズ」のコピーファイター達をなぎ倒す。その際、1度のみプレイヤーがマスターハンドを操作できる。

### 『星のカービィ』関連
『星のカービィ 鏡の大迷宮』にもコラボで登場する。マスターハンドは中ボスとして登場し、倒してカービィが吸い込むことで「スマブラ」のコピー能力を得ることができる。その後レベル9のボスとしてクレイジーハンドとともに両手で現れる。この時は両者とも、倒すと爆発してしまうため吸い込むことができない。
マスターハンドの攻撃方法は『星のカービィ スーパーデラックス』のボス、魔人ワムバムロックといくつか似ている所があるが、マスターハンドと魔人ワムバムロックをデザインしたのが両方とも桜井政博であるため。
『カービィのグルメフェス』にはマスターハンドのような見た目のキャラクターが登場するが、ゲーム内の解説によれば「ウェイターハンド」という別キャラクターとのこと。また、こちらもマスターハンドか不明であるものの、『星のカービィ』（初代）をはじめ、シリーズ作品では、ゲームオーバー時コンテニューかゲームエンドを選ぶ選択画面に、巨大な手が登場するのが定番となっていて、こちらも、動作の一部がマスターハンドと共通している。

## クレイジーハンド
『大乱闘スマッシュブラザーズDX』から登場した隠しボス。
名前通りクレイジーな（狂った）動きをする。マスターハンドが手袋をした右手なのに対し、クレイジーハンドは左手である。『DX』においては一人用ゲーム「シンプル」にて難易度ノーマル以上かつノーコンティニューで、ゲーム開始から一定時間内にマスターハンドのHPを半分減らした時点で戦闘中に乱入し、プレイヤーに襲いかかる。登場時の笑い声がマスターハンドよりも激しい他、本作に限りストックアイコンが登場する度に変わるといった特徴がある。一人用ゲーム「イベント戦」のLv.50「最終決戦」では最初から両手で登場する。
マスターハンドに比べると風変わり（＝クレイジー）な攻撃を持ち、そのワザのほとんどが炎・氷・電気などといった打撃以外の属性を持っている。
また「フィギュア名鑑」では『破壊心の化身』と記されており、『創造心の化身』と記されているマスターハンドとは正反対な役割を持つ。通常は別々に攻撃を仕掛けてくるが、たまに協力して両手ならではの攻撃をしかけてくる。
『大乱闘スマッシュブラザーズX』でも、難易度むずかしい以上で一定時間内にノーコンティニューで終点までたどり着くと、最初からマスターハンドと同時に出現する。他にも若干マスターハンドより声のトーンが高くなっているなど、『DX』よりもマスターハンドとの区別が明確になされている。アドベンチャーモード『亜空の使者』には全く登場しないが、競技場の「ボスバトル」ではステージの1つとして、クレイジーハンドとの一騎討ちが存在する。
『大乱闘スマッシュブラザーズ for Nintendo 3DS / Wii U』では出現条件が非常に緩くなり、ホンキ度3.0以上で「シンプル」をプレイすることでマスターハンドとクレイジーハンドが両方登場するようになる(3DS版のみ、ホンキ度が3.0～7.9の間でマスターハンド単独のルートが選択できる)。過去作で別々だったHPがマスターハンドと共用になっている。さらに後述するマスターコア出現条件を満たしていると、それぞれの耐久力は実質的に過去作の半分以下になる。
Wii U版専用モード『オーダー』のクレイジーサイドでは、任意選択する最終戦で必ず戦うことになり、それまでのターン数によってクレイジーハンド単独、CPUファイター1人×2、CPUファイター2人と変化する。このバトルに勝つとそれまでに獲得したフィギュア、カスタマイズパーツ、ゴールドを総取りできるが、それまでに負けると一部を没収されてしまう。ただし敗北までにかけたターン数が少なすぎる場合は没収されないこともある。
『大乱闘スマッシュブラザーズ SPECIAL』では勝ち上がり乱闘、アドベンチャーモードのボスとして登場。勝ち上がり乱闘ではファルコとケンの最後の対戦相手を務める他、彼らを含む過半数のファイターがホンキ度7.0以上で最終決戦に臨む際にマスターハンドとタッグを組み最後の対戦相手として現れる。アドベンチャーモードでは闇の化身「ダーズ」に操られた上に数多のコピー体を生み出されており、一部のコピー体が何度かファイター達の前に立ちはだかる。「ダーズ」と「キーラ」の最終決戦時には操られたクレイジーハンド本人も登場し「キーラ」軍勢と戦いを繰り広げるが、ファイター達が彼を倒すと正気に戻り、ファイター達の支援に回る。
『星のカービィ 鏡の大迷宮』ではレベル9のボスとして、マスターハンドと共に登場。倒すと爆発するため、吸い込むことはできない。

## マスターコア
『大乱闘スマッシュブラザーズ for Nintendo 3DS / Wii U』に登場する隠しボス。
「シンプル」においてホンキ度5.1以上でマスターハンド&クレイジーハンド戦に臨み、HPを一定値まで減らすとマスターハンドの中から突き破って現れる謎の存在（そのため、マスターハンドやクレイジーハンドの体力は表示されているHPの半分程度）。本体の見た目はスマッシュボールを変色させたような虹色に輝く球体の形をしている。
コア（核）を中心に「スウォーム」と呼ばれる煙や霧のような謎の黒い物質をまとっており、スウォームを変形させることで様々な姿へと擬態（変身）を行う。これまでのボスとは異なり、ダメージ数値が表示されることが一切ない（『Wii U』では体力の表示枠そのものが非表示、『3DS』では体力の表示枠にスウォームがかかって見られないようになっている）が、ダメージを与えるに連れて身に纏うスウォームが少しずつ吹き飛ばされていく演出がある。
ホンキ度に応じてスウォームの質量＝形態数とHP総量が増加して、ホンキ度が高い順に巨人（マスタージャイアント）・魔獣（マスタービースト）・刀剣（マスターエッジズ）へと擬態してそれぞれの形態で異なる攻撃を行う。

HPを削っていくと、最終的には現在使っているファイターの一回り大きい姿・能力を模した姿（マスターシャドウ）へと擬態し、一定のダメージを与えるか場外に落とすとコア本体が出現してステージ中心に居座り、攻撃で動かされた際に中央に戻る以外は全く攻撃・移動を行わなくなる。

『3DS』のみ、このコア状態で初めてダメージ%が可視化(0%からスタート)され、それを場外へ吹き飛ばせばマスターコアを倒したことになり、ゲームクリアとなる。ただしコア状態で長時間経過すると『X』のタブーが使用するOFF波動に似た全体場外攻撃を行う。この攻撃は緊急回避によって回避可能で5回凌ぐとマスターコアが自爆し、ゲームクリアとなる。
Wii U版のひとり用では、特定ホンキ度以上でマスターシャドウを撃破した際に真の最終形態である要塞形態（マスターフォートレス）が登場。終点の右側に迷宮が形成され、プレイヤーは雑魚敵を倒しながらコア破壊を目指して最深部に進んでいく。ほとんど内部での戦いになるので場外になる事はないが、先に進む毎にデンジャーゾーンが登場してくる。この形態で現れる雑魚敵は3DS版のフィールドスマッシュの雑魚敵（スタルフォス、ダリオス、プラズマウィスプ、ジーマ）と同じ特徴を併せ持つ。

## 担当声優
- ジェフ・マニング（初代）
- ディーン・ハリントン（DX）
- パット・カシュマン（X）
- ザンダー・モーブス（for、SP）